# I Origins
I Origins là một bộ phim tình cảm lãng mạn khoa học viễn tưởng Mỹ năm 2014 được viết và đạo diễn bởi Mike Cahill. Sản phẩm độc lập này được công chiếu tại Liên hoan phim Sundance 2014 vào ngày 18 tháng 1 năm 2014. Nó được phân phối bởi Fox Searchlight Pictures và được phát hành hạn chế vào ngày 18 tháng 7 năm 2014. Phim đã giành giải thưởng Phim dài xuất sắc nhất tại Liên hoan phim quốc tế Fantàstic de Catalunya vào ngày 11 tháng 10 năm 2014.

## Diễn viên
- Michael Pitt trong vai Ian Gray
- Brit Marling trong vai Karen
- Àstrid Bergès-Frvdey trong vai Sofi Elizondo
- Steven Yeun trong vai Kenny
- Archie Panjabi trong vai Priya Varma
- Cara Seymour trong vai Tiến sĩ Jane Simmons
- Venida Evans trong vai Margaret sữa
- William Mapother trong vai Darryl Mackenzie
- Kashish trong vai Salomina

## Sản xuất
I Origins là bộ phim truyện thứ hai của biên kịch kiêm đạo diễn Mike Cahill sau bộ phim khoa học viễn tưởng độc lập trước đó của ông, Another Earth (2011), cũng với nữ diễn viên Brit Marling. Cahill đã bán bản quyền phim Another Earth cho Fox Searchlight Pictures tại Liên hoan phim Sundance 2011. Vào thời điểm đó, ông cũng đã bán một kịch bản cho bộ phim tiếp theo của mình có tựa đề I. Mặc dù vậy trong quá trình phát triển I, sau khi thất bại trong việc "bẻ khóa" một số khía cạnh của câu chuyện, Cahill thay vào đó đã quyết định làm một câu chuyện gốc cho bộ phim mà ông có một "câu chuyện phía sau hùng hậu dành cho nó".
Mặc dù Fox Searchlight sở hữu quyền đối với bất kỳ phần tiền truyện hoặc hậu truyện nào đối với kịch bản I, Cahill quyết định tạo nên I Origins một cách độc lập. Ông dự định bán bộ phim tại Liên hoan phim Sundance, giống như cách ông đã làm đối với Another Earth. Fox Searchlight đã đồng ý và bộ phim được sản xuất bởi Verisimilitude và WeWork Studios kết hợp với Bersin Pictures và Penny Jane Films. Sau buổi ra mắt I Origins tại Liên hoan phim Sundance 2014, Fox Searchlight cuối cùng đã mua bản quyền của bộ phim.

## Phát hành
I Origins được công chiếu tại Liên hoan phim Sundance 2014 vào ngày 18 tháng 1 năm 2014. Sau khi ra mắt, Fox Searchlight Pictures đã mua bản quyền phân phối phim trên toàn thế giới. Bộ phim đã giành giải thưởng Alfred P. Sloan của liên hoan phim mà chuyên công nhận những bộ phim mô tả khoa học và công nghệ này. Chiến thắng này là lần thứ hai của Cahill; bộ phim Another Earth của ông cũng đã giành được giải thưởng trong năm 2011. I Origins cũng được chiếu tại BAMcinemaFest có trụ sở tại Brooklyn và tại Liên hoan phim Nantucket, cả hai vào cuối tháng 6 năm 2014.
I Origins bắt đầu phát hành sân khấu hạn chế vào ngày 18 tháng 7 năm 2014 chỉ tại bốn rạp. Tuần sau đó nó đã mở rộng lên tới 76 rạp.

## Đón nhận
I Origins nhận được nhiều ý kiến trái chiều từ các nhà phê bình. Rotten Tomatoes đã cho bộ phim đánh giá 53%, dựa trên 100 đánh giá, với điểm trung bình là 6/10. Sự đồng thuận của trang web nêu rõ: "Biên kịch - đạo diễn Mike Cahill vẫn là một tài năng đầy tham vọng hấp dẫn, nhưng với bộ phim khoa học viễn tưởng không đồng đều như I Origins, tầm với của anh ta vượt quá tầm hiểu biết của bản thân". Trên Metacritic, bộ phim có số điểm 57 trên 100, dựa trên 36 nhà phê bình, chỉ ra "các đánh giá hỗn hợp hoặc trung bình". Jordan Zakarin, của trang web tin tức giải trí và truyền thông TheWrap, nói rằng "Bộ phim bắt đầu là một câu chuyện tình yêu và sau đó biến thành một bộ phim kinh dị, luôn bị thúc đẩy bởi niềm tin và logic, với những bi kịch thay đổi thế giới theo thời gian". Ông tiếp tục, nói rằng "Thông điệp là cả ở tầm vi mô và vĩ mô, nhằm vào cuộc chiến mới ở Hoa Kỳ về các vấn đề như giáo dục khoa học và biện pháp tránh thai, cũng như cách Cahill giải quyết những cảm xúc lẫn lộn của chính mình".